# Ліндон Селахі
Ліндон Селахі (алб. Lindon Selahi, нар. 26 лютого 1999, Намюр, Бельгія) — албанський футболіст, півзахисник хорватського клубу «Рієка» та національної збірної Албанії.

## Клубна кар'єра

### Початок
Ліндон Селахі народився у бельгійському місті Намюр в родині албанців з Північної Македонії. Займатися футболом почав у своєму рідному місті. Де його помітили скаути льєжського «Стандарда». У 2016 році Ліндон залишив «Стандард», щоб приєднатися до столичного «Андерлехта». Та через два роки футболіст повернувся до льєжського клубу.

### Стандард
У червні 2016 року Селахі підписав зі «Стандардом» перший професійний контракт. 10 травня 2018 року у матчі чемпіонату Бельгії проти «Андерлехта» півзахисник дебютував на професійному рівні. Та гра залишилася єдиною в складі «Стандарда».

### Твенте
У червні 2019 року Селахі перейшов до нідерландського «Твенте», з яким підписав контракт на два роки. 13 серпня 2019 року у матчі проти ПСВ албанець зіграв першу гру в чемпіонаті Нідерландів. Сезон 2020/21 футболіст завершував, граючи в оренді в клубі «Віллем ІІ».

### Рієка
Влітку 2021 року як вільний агент Селахі приєднався до хорватського клубу «Рієка», підписавши трирічний контракт. В тому ж сезоні в складі хорватського клубу Селахі дебютував у єврокубках — в перших раундах Ліги конференцій.

## Міжнародна кар'єра
Ліндон Селахі народився в Бельгії і в 2014 році провів дві гри в складі юнацької збірної Бельгії. Але вже у наступному році футболіст прийняв запрошення албанської Федерації футболу і провів перші ігри в юнацькій збірній Албанії.
14 жовтня 2019 року у матчі відбору до Євро - 2020 проти команди Молдови Ліндон Селахі дебютував у складі національної збірної Албанії.

## Титули
Стандард
 Переможець Кубка Бельгії: 2017/18
Рієка
 Чемпіон Хорватії: 2024/25
 Переможець Кубка Хорватії: 2024/25